# Dudusa vethi
Dudusa vethi är en fjärilsart som beskrevs av Pieter Cornelius Tobias Snellen 1892. Dudusa vethi ingår i släktet Dudusa och familjen tandspinnare. Inga underarter finns listade i Catalogue of Life.